# Fagbureaukrati
Fagbureaukrati er ifølge organisationsteoretiker Henry Mintzberg et bureaukrati, hvor en dominerende faktor er produktionskernen i organisationen. Fagbureaukratiet differentierer sig fra de andre bureaukratier ved at være stærkt professionel og meget ansvar er lagt ud til den enkelte medarbejder (altså beslutninger er truffet decentraliseret) der vil være mange regler og regulativer, som skal overholdes, og dette vil som oftest også være den enkelte medarbejders ansvar at disse overholdes.
Organisationen er som oftest besat af professionelle som har ekspertise indenfor det område, som gør sig gældende for virksomhedens interessepunkter. Virksomheder som typisk er opsat efter fagbureaukratiet, kan være universiteter, revisionsvirksomheder, advokatvirksomheder eller stærkt specialerede virksomheder. I det offentlige kan hospitaler og skoler anses for at være opbygget efter fagbureaukratiet. 

## Organisationen
Organisationen i fagbureaukratiet består som de andre bureaukratier af fem dele: Produktionskernen, topledelsen, mellemledelsen, teknostruktur og støttestaben. Ved fagbureaukratiet gør det sig specielt gældende, at der er en stor støttestab bestående af flere professionelle med erfaring og viden indenfor en bestemt sektor. Produktionskernen udgør en væsentlig mindre del da den er specialiseret og koncentrere sig om få, specialerede produkter.